# 토미 본드
토마스 로스 "토미" 본드(Thomas Ross "Tommy" Bond, 1926년 9월 16일 ~ 2005년 9월 24일, 텍사스주 댈러스)는 미국의 배우이다. 코미디 아워 갱에서 아역 출연으로 잘 알려져 있고, 슈퍼맨(1948), 아톰 맨 대 슈퍼맨에서 슈퍼맨의 친구인 지미 올슨으로 출연했다.

## 출연 작품
- 아톰 맨 대 슈퍼맨 (1950)
- 애니 넘버 캔 플레이 (1949)
- 슈퍼맨 - 48년작 (1948)
- 로잘리 (1937)
- 키드 밀리언스 (1934)